# Presles (Isère)
Presles település Franciaországban, Isère megyében. Lakosainak száma 100 fő (2022. január 1.). Presles Saint-Pierre-de-Chérennes, Saint-Romans, Beauvoir-en-Royans, Choranche, Rencurel és Saint-André-en-Royans községekkel határos.

## Népesség
A település népességének változása:
| Lakosok száma | 106  | 76   | 96   | 94   | 95   | 89   | 87   | 92   | 95   | 100  |
|               | 1968 | 1982 | 1990 | 2006 | 2013 | 2015 | 2017 | 2019 | 2020 | 2022 |